# Прапор Тюменської області

Прапор Тюменської області

Прапор Тюменської області є символом Тюменської області. Прийнято 15 квітня 1996 року.

## Опис
Прапор Тюменської області являє собою прямокутне полотнище із трьох рівних по ширині горизонтальних смуг: верхній — білого, середній — синього й нижній — зеленого з накладенням на них з боку ратища прямокутного рівнобедреного трикутника червоного кольору. Посередині синьої смуги по горизонталі розташовано три рівновіддалені корони, стилізовано виконані з елементів традиційних орнаментів північних народів області, перша корона ліворуч у точності відтворює корону герба Тюменської області.
Відношення ширини прапора до його довжини — 2:3.